# 英尺
英呎或呎（英語：foot），是英制長度單位，為英國、其殖民地與大英國協的長度單位。為美國、印度、賴比瑞亞及緬甸所沿用。香港的房地產買賣均以平方呎來計算面積。在航空領域仍以英尺表示航空器飛行高度及跑道長度。
“呎”字音同「尺」，是用来表示此單位的近代新造字，借用中國傳統長度單位“尺”，並加口字偏旁以示區別。中國大陸已淘汰此字，統一用「英尺」一词，香港、澳門、台灣、新加坡等地則多以「呎」稱之。

## 歷史
羅馬人將呎細分為12個unciae，即英語單字「inch」起源。

## 單位換算
- 1英尺 = 12英寸 = 30.48公分 = 3.048公寸 = 0.3048公尺
- 1平方英尺 = 144 平方英寸 ≈ 929平方公分 = 9.29平方公寸 = 0.0929 平方公尺